# Tử hình theo quốc gia và vùng lãnh thổ

Các quốc gia đã bãi bỏ án tử hình: 104
Các quốc gia bãi bỏ án tử hình trên thực tế (trên 14 năm chưa ghi nhận trường hợp tử hình) và bãi bỏ cho mọi tội danh trừ những trường hợp đặc biệt (chẳng hạn tội ác chiến tranh): 8
Các quốc gia bãi bỏ án tử hình trên thực tế (hơn 10 năm chưa ghi nhận trường hợp tử hình và có chính sách hoặc quán lệ để không áp dụng hình phạt này): 28
Các quốc gia vẫn duy trì án tử hình: 55

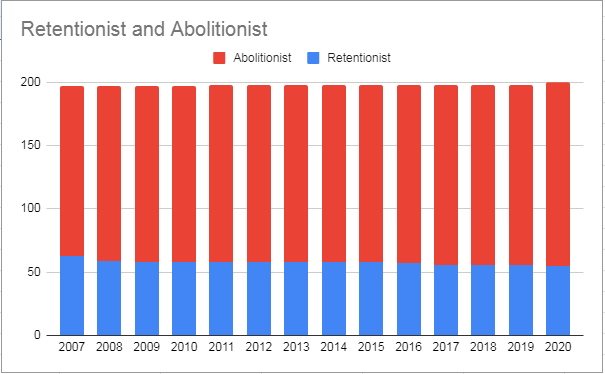
Số quốc gia bãi bỏ và duy trì án tử hình theo từng năm
Số quốc gia bãi bỏ
Số quốc gia duy trì

Theo thống kê năm 2018 trên 195 quốc gia thành viên của Liên Hợp Quốc, có 55 quốc gia vẫn duy trì hình phạt tử hình, 104 quốc gia theo luật định đã bãi bỏ hình phạt này cho mọi loại tội, 8 quốc gia bãi bỏ cho những tội hình sự thông thường (ngoại trừ những tội đặc biệt hay tội ác chiến tranh) và 28 quốc gia trên thực tế đã bãi bỏ án tử hình.

## Tổng quan
Trước kia, hình phạt tử hình được hầu hết các quốc gia trên thế giới sử dụng. Ngày nay, đa phần trong số đó đã bãi bỏ hoặc trên thực tế không còn áp dụng hình phạt này nữa. Nhật Bản là quốc gia có chỉ số điều chỉnh bất bình đẳng (IHDI) cao nhất trong chương trình phát triển Liên Hợp Quốc vẫn còn áp dụng hình phạt tử hình, trong khi đó, Singapore là quốc gia có chỉ số phát triển con người (HDI) cao nhất vẫn còn áp dụng hình phạt này. Tính đến tháng 7 năm 2018, tính trên 195 quốc gia thành viên của Liên Hợp Quốc, bao gồm các quốc gia được cấp quy chế quan sát viên, ta có thống kê về tình hình áp dụng án tử hình theo từng quốc gia như sau:
- 55 quốc gia (chiếm 28% trên tổng số 195 quốc gia) vẫn duy trì hình phạt tử hình.
- 28 quốc gia (chiếm 14%) trên thực tế có thể xem như đã bãi bỏ án tử hình, nghĩa là chưa ghi nhận vụ xử tử nào trong hơn một thập kỉ qua, có chính sách để không áp dụng hình phạt này nhưng chưa chính thức đưa vào luật.[10]
- 8 quốc gia (chiếm 4%) đã bãi bỏ án tử hình trên thực tế, nghĩa là quốc gia đó chưa xử tử ai trong suốt hơn 14 năm trở lại đây; bao gồm các quốc gia đã bãi bỏ án tử hình theo luật định, tuy nhiên trong một vài trường hợp bất khả kháng (ví dụ tội phạm chiến tranh) sẽ được áp dụng.
- 104 quốc gia (chiếm 54%) đã bãi bỏ án tử hình cho tất cả các tội danh, gần đây nhất có thể kể đến: Madagascar (2015), Fiji (2015), Cộng hòa Dân chủ Congo (2015), Suriname (2015), Nauru (2016), Benin (2016), Mông Cổ (2017), Guinea (2017).

Hành quyết người chưa thành niênKể từ năm 2009, Iran, Ả Rập Saudi và Nam Sudan đã xử tử những người phạm tội dưới 18 tuổi tại thời điểm tội ác được thực hiện, điều này trái với Công ước về Quyền trẻ em.
Xử tử công khaiNăm 2013, chính quyền các nước Iran, Bắc Triều Tiên, Ả Rập Saudi và Somalia đã tiến hành những vụ hành quyết công khai. Năm 2021, Yemen là quốc gia mới nhất đã áp dụng hình thức này.
Xử tử ngoài khuôn khổ pháp lýỞ nhiều quốc gia, việc hành quyết không qua xét xử ngoài khuôn khổ pháp lý xảy ra không thường xuyên và có hệ thống. Những trường hợp như vậy sẽ không được đề cập trong khuôn khổ bài viết này.

### Những quốc gia có chỉ số phát triển con người nằm ở nhóm "rất cao"
Trong số 62 quốc gia/vùng lãnh thổ nằm ở nhóm rất cao trong thang đo Chỉ số phát triển con người (báo cáo số liệu năm 2018), 11 quốc gia vẫn duy trì hình phạt tử hình, đó là Singapore, Hoa Kỳ, Nhật Bản, UAE, Ả Rập Saudi, Bahrain, Oman, Belarus, Kuwait, Malaysia, và Đài Loan. Hình phạt này cũng không được áp dụng trong thực tế ở Hàn Quốc, Liên bang Nga, Qatar, Bahamas, Barbados, cũng như Brunei. Ở Israel và Chile, nó được áp dụng cho tội phạm trong chiến tranh. Tất cả các quốc gia còn lại trong nhóm này đều đã bãi bỏ án tử hình.

## Thời gian bãi bỏ hình phạt tử hình
Bảng dưới đây thống kê thứ tự theo dòng thời gian của 105 quốc gia và vùng lãnh thổ đã bãi bỏ án tử hình, bao gồm các quốc gia trực thuộc Liên Hợp Quốc và các quốc gia được cấp quy chế quan sát viên. Hơn một thế kỉ sau khi Venezuela bãi bỏ án tử hình (năm 1863), chỉ có vỏn vẹn 11 quốc gia bãi bỏ hình phạt này (không bao gồm các quốc gia bãi bỏ tạm thời). Từ những năm 60 của thế kỉ XX, việc bãi bỏ án tử hình ngày càng trở nên phổ biến. Có 4 quốc gia đã bãi bỏ án tử hình trong thời gian đó, theo sau là 11 quốc gia trong những năm 1970, 10 quốc gia khác trong thập niên tiếp theo. Sau khi Chiến tranh Lạnh kết thúc, nhiều quốc gia khác đã bãi bỏ án tử hình. Có 35 quốc gia bãi bỏ hình phạt tử hình trong thập niên 90, trong đó tính riêng năm 1990, có đến 9 quốc gia đã bãi bỏ án tử hình, 23 quốc gia khác lần lượt cho đến đầu thế kỉ XXI. Những năm 2010 có thêm 10 quốc gia bãi bỏ hình phạt này. Tính từ năm 1985, chỉ có 8 năm không có quốc gia nào bãi bỏ án tử hình, đó là các năm: 1988, 2001, 2003, 2011, 2013, 2014, và 2018.
Ghi chú: Với các quốc gia đã bãi bỏ án tử hình trước đó, nhưng đã tái lập và lại bãi bỏ một lần nữa (chẳng hạn Philippines, Thụy Sĩ, Bồ Đào Nha, Ý), thời gian bãi bỏ sẽ được lấy theo mốc thứ hai. Những quốc gia đã bãi bỏ nhưng nay lại tái lập (chẳng hạn Liberia) sẽ không được tính. Các vùng lãnh thổ tự trị đặt dưới sự kiểm soát của các quốc gia như Anh (có vùng Jersey), New Zealand (có Quần đảo Cook) và Hà Lan (có Antille thuộc Hà Lan), nơi bãi bỏ án tử hình muộn hơn so với mẫu quốc sẽ không được liệt kê và thời gian bãi bỏ án tử hình sẽ được xem như thời gian bãi bỏ của mẫu quốc. Những quốc gia như Đông Đức, đã bãi bỏ án tử hình năm 1987 tuy nhiên năm 1990 thì giải thể cũng không được tính.
| Năm bãi bỏ | quốc gia/vùng lãnh thổ                                                               | Số quốc gia bãi bỏ trong cùng thời gian | Tổng cộng |
| ---------- | ------------------------------------------------------------------------------------ | --------------------------------------- | --------- |
| 1863       | Venezuela                                                                            | 1                                       | 1         |
| 1865       | San Marino                                                                           | 1                                       | 2         |
| 1877       | Costa Rica                                                                           | 1                                       | 3         |
| 1903       | Panamá                                                                               | 1                                       | 4         |
| 1906       | Ecuador                                                                              | 1                                       | 5         |
| 1907       | Uruguay                                                                              | 1                                       | 6         |
| 1910       | Colombia                                                                             | 1                                       | 7         |
| 1928       | Iceland                                                                              | 1                                       | 8         |
| 1948       | Ý                                                                                    | 1                                       | 9         |
| 1956       | Honduras                                                                             | 1                                       | 11        |
| 1962       | Monaco                                                                               | 1                                       | 12        |
| 1966       | Cộng hòa Dominica                                                                    | 1                                       | 13        |
| 1968       | Áo                                                                                   | 1                                       | 14        |
| 1969       | Vatican                                                                              | 1                                       | 15        |
| 1972       | Phần Lan                                                                             | 1                                       | 16        |
| 1973       | Thụy Điển                                                                            | 1                                       | 17        |
| 1976       | Ma Cao Bồ Đào Nha                                                                    | 1                                       | 18        |
| 1978       | Đan Mạch Quần đảo Solomon Tuvalu                                                     | 3                                       | 21        |
| 1979       | Kiribati Luxembourg Nicaragua Na Uy                                                  | 4                                       | 25        |
| 1980       | Vanuatu                                                                              | 1                                       | 26        |
| 1981       | Cabo Verde Pháp                                                                      | 2                                       | 28        |
| 1982       | Hà Lan                                                                               | 1                                       | 29        |
| 1985       | Úc                                                                                   | 1                                       | 30        |
| 1986       | Quần đảo Marshall Micronesia                                                         | 2                                       | 32        |
| 1987       | Đức                                                                                  | 1                                       | 33        |
| 1988       | Haiti Liechtenstein                                                                  | 2                                       | 34        |
| 1989       | Campuchia New Zealand                                                                | 2                                       | 36        |
| 1990       | Andorra Séc Slovakia Hungary Ireland Mozambique Namibia România São Tomé và Príncipe | 9                                       | 45        |
| 1991       | Croatia Bắc Macedonia Slovenia                                                       | 3                                       | 48        |
| 1992       | Angola Paraguay Thụy Sĩ                                                              | 3                                       | 51        |
| 1993       | Guiné-Bissau Seychelles Hồng Kông                                                    | 3                                       | 53        |
| 1994       | Palau                                                                                | 1                                       | 54        |
| 1995       | Djibouti Mauritius Nam Phi Tây Ban Nha Serbia và Montenegro                          | 6                                       | 60        |
| 1996       | Bỉ                                                                                   | 1                                       | 61        |
| 1997       | Nepal                                                                                | 1                                       | 62        |
| 1998       | Armenia Azerbaijan Bulgaria Canada Estonia Litva Ba Lan Anh Quốc                     | 8                                       | 71        |
| 1999       | Turkmenistan                                                                         | 1                                       | 72        |
| 2000       | Bờ Biển Ngà Malta Ukraina                                                            | 3                                       | 75        |
| 2002       | Síp Đông Timor                                                                       | 2                                       | 77        |
| 2004       | Bhutan Hy Lạp Samoa Sénégal Thổ Nhĩ Kỳ                                               | 5                                       | 82        |
| 2005       | México Moldova                                                                       | 2                                       | 84        |
| 2006       | Gruzia Philippines                                                                   | 2                                       | 86        |
| 2007       | Albania Kyrgyzstan Rwanda                                                            | 3                                       | 89        |
| 2008       | Uzbekistan                                                                           | 1                                       | 90        |
| 2009       | Argentina Bolivia Burundi Togo                                                       | 4                                       | 94        |
| 2010       | Gabon                                                                                | 1                                       | 95        |
| 2012       | Latvia                                                                               | 1                                       | 96        |
| 2015       | Cộng hòa Congo Fiji Madagascar Suriname                                              | 4                                       | 100       |
| 2016       | Bénin Nauru                                                                          | 2                                       | 102       |
| 2017       | Guinée Mông Cổ                                                                       | 2                                       | 103       |
| 2019       | Bosna và Hercegovina                                                                 | 1                                       | 104       |
| 2020       | Chad                                                                                 | 1                                       | 105       |
| 2021       | Sierra Leone Kazakhstan                                                              | 2                                       | 107       |
| 2022       | Trung Phi Guinea Xích Đạo Papua New Guinea Zambia                                    | 4                                       | 111       |